# Юнацький (U-14) кубок Азії з футболу
Юнацький (U-14) кубок Азії з футболу (англ. The AFC U-14 Championship) — міжнародне футбольне змагання серед юнацьких національних футбольних збірних Азії. Чемпіонат Азії проводиться керуючим органом європейського футболу АФК і брати участь в ньому можуть чоловічі футбольні національні збірні всіх країн-членів АФК з гравців, віком не старше за 14 років. 

## Історія
Перший чемпіонат Азії серед команд віком до 14 років пройшов у 2014 році в Ірані. Перемогу здобула збірна Іраку.

## Результат
| 2014 Деталі | Іран | Ірак | 3 – 0 | Північна Корея | Південна Корея Іран |
| 2017 Деталі |      |      |       |                |                     |

## Результати
| Збірна         | Чемпіонств | 2-е місце | Півфіналісти |
| -------------- | ---------- | --------- | ------------ |
| Ірак           | 1 (2014)   |           |              |
| Північна Корея |            | 1 (2014)  |              |
| Південна Корея |            |           | 1 (2014)     |
| Іран           |            |           | 1 (2014*)    |

* = в статусі господаря